# Finn van Breemen
Finn van Breemen (* 25. Februar 2003 in Zoetermeer) ist ein niederländischer Fußballspieler. Der Verteidiger steht seit 2023 in der Schweiz beim FC Basel unter Vertrag und ist niederländischer Juniorennationalspieler.

## Karriere

### Verein
Finn van Breemen wurde in Zoetermeer geboren und wuchs im benachbarten Pijnacker im Großraum von Den Haag auf. Er begann mit dem Fußballspielen in seiner Heimatstadt bei OLIVEO Pijnacker, ehe er in die Jugend des DHC Delft wechselte. 2012 wurde er in den Nachwuchsbereich von ADO Den Haag aufgenommen und durchlief dort die übrigen Jugendmannschaften. Ab Herbst 2021 kam der linksfüßige Innenverteidiger in der zweiten Mannschaft des Vereins in der U21-Liga zum Einsatz und debütierte am letzten Spieltag der Saison im Mai 2022 auch in der Profimannschaft bei einem Spiel in der zweiten Liga. Im Sommer 2022 stattete ihn der Verein mit seinem ersten Profivertrag aus, der bis 2024 gültig gewesen wäre. Im Laufe der Hinrunde der folgenden Saison 2022/23 konnte er sich in der Zweitliga-Mannschaft unter den Trainern Dirk Kuyt und später Dick Advocaat als Stammspieler durchsetzen, ehe er in der Rückrunde verletzungsbedingt einige Spiele verpasste.
Im Sommer 2023 verpflichtete ihn gegen Zahlung einer Ablösesumme der Schweizer Superligist FC Basel, bei dem van Breemen einen Vierjahresvertrag bis 2027 unterschrieb. Beim FCB konnte er sich unter Trainer Timo Schultz ebenfalls als Stammspieler etablieren und behielt diesen Status auch später unter dessen Nachfolger Fabio Celestini. In seiner zweiten Saison 2024/25 bestritt er verletzungsbedingt nur 15 Ligaspiele mit der Mannschaft, wurde mit ihr am Saisonende aber sowohl Schweizer Meister als auch Cupsieger.

### Nationalmannschaft
Seit September 2023 gehört van Breemen dem Kader der niederländischen U21-Nationalmannschaft an.